# Федерація гандболу України
Федерація гандболу України (ФГУ) — всеукраїнська спілка громадських організацій фізкультурно-спортивного спрямування, заснована в 1992 році. Статут Федерації зареєстровано 19 листопада 1998 року.
У структурі Федерації гандболу України – чотири громадських асоціації (Асоціація пляжного гандболу, Асоціація студентського гандболу, Асоціація учнівського гандболу, Асоціація ветеранського гандболу).
У складі Федерації працюють три комітети та дві комісії.
До складу ФГУ входять 25 регіональних та обласних федерації: міста Києва, АР Крим, Вінницька, Волинська, Дніпропетровська, Донецька, Житомирська, Запорізька, Закарпатська, Івано-Франківська, Тернопільська,  Київська, Кіровоградська, Луганська, Львівська, Миколаївська, Одеська, Полтавська, Рівненська, Сумська, Харківська, Черкаська, Чернівецька, Чернігівська, Хмельницька. Обов'язками регіональних федерацій є проводення обласних та районних змагань, першостей, Кубків, контроль роботи відділень гандболу ДЮСШ, сприяння формуванню команд та участі їх у змаганях всеукраїнських ліг.

## Керівництво
- Президент:
  - Мельник Андрій  Анатолійович — колишній гандболіст, тренер, майстер спорту України з гандболу. На посаді з 2014 року.
- Генеральний секретар
  - Гладун Олександр Олександрович — колишній гандболіст, тренер, майстер спорту України з гандболу. На посаді з 2014 року.
- Віце-президенти:
  - Петрушевський Євген Іванович — колишній гандболіст, колишній в. о. президента ФГУ, Заслужений працівник фізичної культури і спорту України, член НОК України, доктор філософії;
  - Деревянкін Сергій Олексійович;
  - Доронін Олег;

Голова опікунської ради
- - Волков Олександр Миколайович;